# Velký Valtinov (železniční zastávka)
Velký Valtinov je železniční zastávka a závorářské stanoviště (dříve rovněž nákladiště), která se nachází v jihozápadní části obce Velký Valtinov v okrese Česká Lípa. Leží v km 110,932 jednokolejné trati Liberec – Česká Lípa mezi stanicemi Jablonné v Podještědí a Brniště.

## Historie
Zastávka byla zprovozněna Ústecko-teplickou dráhou (ATE) 17. září 1900, tedy současně se zahájením provozu tratě z Mimoně do Liberce.
V letech 1919 až 1938 nesla zastávka název Valtinov, v období 1938 až 1945 bylo používáno německé pojmenování Groß Walten. Od roku 1945 se používá název Velký Valtinov.
V roce 2017 získal Velký Valtinov v soutěži Nejkrásnější nádraží roku titul Pohádkové nádraží.

## Popis zastávky
V zastávce je u traťové koleje zřízeno nástupiště o délce 144 metrů, výška nástupní hrany se nachází 300 mm nad temenem kolejnice. Cestujícím je k dispozici čekárna.

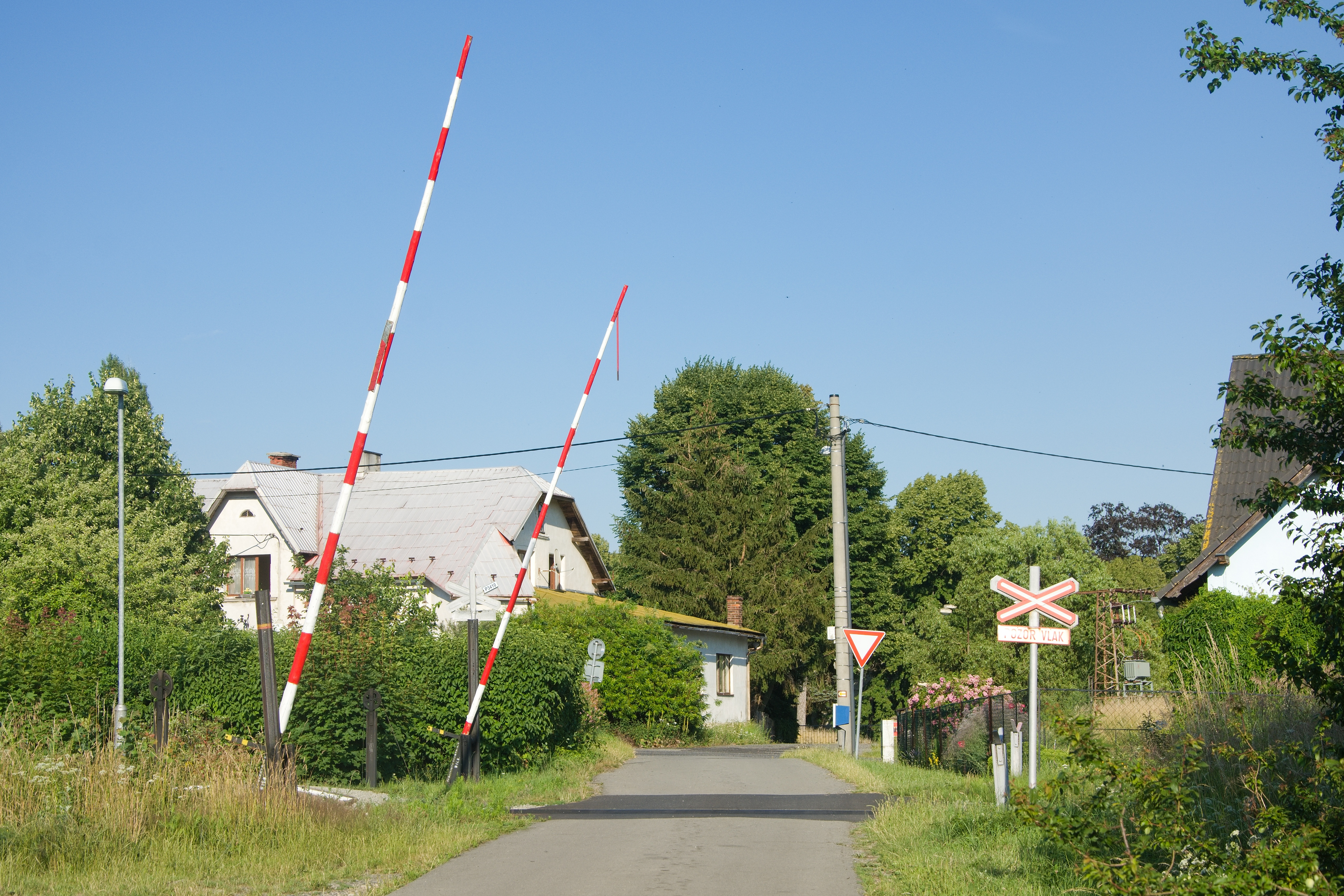
Mechanické závory na přejezdu P3410

## Popis závorářského stanoviště
Závorář z Velkého Valtinova obsluhuje celkem troje mechanická přejezdová zabezpečovací zařízení:
- přejezd P3409 v km 110,377, účelová komunikace k obydlí[2]
- přejezd P3410 v km 110,894, místní komunikace z Velkého Valtinova do části Růžové[2] (tento přejezd je zabezpečen jednodrátovými mechanickými závorami, jež jsou poslední pravidelně obsluhované v ČR)[zdroj?]
- přejezd P3411 v km 111,391, účelová komunikace k obydlí[2]

Pro uzavření přejezdů v 110,377 a 111,391 potřebuje závorář 45 otáček klikou. Pro obsluhu stanoviště zaměstnává Správa železnic pět závorářů.